# Rohinton Mistry
Rohinton Mistry (* 3. Juli 1952 in Bombay) ist ein kanadischer Schriftsteller indischer Herkunft. Mistry gehört der ethnischen Gruppe der Parsen an, die Anhänger der Lehre des Zoroastrismus sind. Sein bekanntestes Werk ist Das Gleichgewicht der Welt.

## Leben
Mistry absolvierte 1974 den B.A. in Mathematik und Wirtschaftswissenschaft an der University of Bombay. 1975 wanderte er zusammen mit seiner Frau nach Toronto / Kanada aus, arbeitete in einer Bank in Toronto und absolvierte 1982 den B.A. in Anglistik und Philosophie an der University of Toronto. Seine erste Kurzgeschichte One Sunday veröffentlichte er im Jahr 1983.
Er ist Autor dreier Romane, die allesamt für Preise nominiert wurden oder Auszeichnungen erhielten: Such a Long Journey (1991), A Fine Balance (1996; deutsch Das Gleichgewicht der Welt) und Family Matters (2002).
Rohinton Mistry lebt in Ontario in Kanada. Sein jüngerer Bruder ist der Dramatiker und Autor Cyrus Mistry.

## Veröffentlichungen
- 1987 Tales from Firozsha Baag. Wieder als Swimming Lessons: And Other Stories from Firozsha Baag, 1989
  - Übers. Matthias Müller: Das Kaleidoskop des Lebens. Roman. 1999 ISBN 3-8105-1267-2 (Sammlung von 11 Kurzgeschichten)
- 1991 Such a Long Journey.
  - Übers. Matthias Müller: So eine lange Reise. Ein Indien-Roman. Benziger, Solothurn 1994 ISBN 3-545-36523-9
- 1996 A Fine Balance; wieder McClelland & Stewart, Toronto 2002 ISBN 0-7710-6054-8
  - Übers. Matthias Müller: Das Gleichgewicht der Welt. Roman. Wolfgang Krüger, Frankfurt am Main 1998 ISBN 3-8105-1249-4; wieder Fischer TB, Frankfurt 1999 ISBN 3-596-14583-X
- 2002 Family Matters, McClelland & Stewart
  - Übers. Rainer Schmidt: Die Quadratur des Glücks. Roman. 2002 ISBN 3-8105-1273-7
- 2008 The Scream (Kurzgeschichten)

## Auszeichnungen oder Nominierungen
- 1983 Hart House Literary Contest (1. Preis)  für „One Sunday“ (Kurzgeschichte)
- 1984 Hart House Literary Contest (1. Preis) für „Auspicious Occasion“ (Kurzgeschichte)
- 1985 Annual Contributors’ Prize, Canadian Fiction Magazine
- 1991 Booker Prize for Fiction, shortlist, für Such a Long Journey
- 1991 Governor General’s Literary Award for Fiction für Such a Long Journey
- 1991 Amazon.ca First Novel Award für Such a long Journey
- 1992 Commonwealth Writers Prize (Overall Winner, Best Book) für Such a Long Journey
- 1992 Smith Books/Books in Canada First Novel Award für Such a Long Journey
- 1995 Giller Prize (Kanada) für A Fine Balance
- 1996 Booker Prize for Fiction (shortlist) für A Fine Balance
- 1996 Commonwealth Writers Prize (Overall Winner, Best Book) für A Fine Balance
- 1997 Irish Times International Fiction Prize, shortlist, für A Fine Balance
- 2002 James Tait Black Memorial Prize (for fiction), shortlist, für Family Matters
- 2002 Kiriyama Pacific Rim Book Prize, gemeinsam mit Pascal Khoo Thwe, für Family Matters
- 2002 Man Booker Prize for Fiction, shortlist, für Family Matters
- 2004 International IMPAC Dublin Literary Award, shortlist, für Family Matters
- 2012 Neustadt International Prize for Literature